# Linia kolejowa Sucha Wąskotorowa – Komorze
Linia kolejowa Sucha Wąskotorowa – Komorze – zlikwidowana wąskotorowa linia kolejowa łącząca stację Sucha Wąskotorowa ze stacją Komorze. Linia należała do Jarocińskiej Kolei Powiatowej

## Historia
Linia została otwarta 1 listopada 1902 roku. Linia była jednotorowa o rozstawie szyn wynoszącym 600 mm. Linia łączyła cukrownię w Witaszycach z prywatną cukrownią w Komorzu Przybysławskim. W latach 20. i 30. XX wieku linia zaczęła nabierać charakteru typowo towarowego, a połączenia pasażerskie ograniczono. Spadek rentowności linii doprowadził W 1973 roku do zamknięcia dla ruchu pasażerskiego, a 1 maja 1987 roku zamknięto także ruch towarowy. Linię rozebrano w 1989.